# Helophorus linearoides
Helophorus linearoides är en skalbaggsart som beskrevs av Armand D'Orchymont 1945. Helophorus linearoides ingår i släktet Helophorus och familjen halsrandbaggar. Inga underarter finns listade i Catalogue of Life.